# Мали-Клінч
Мали-Клінч (пол. Mały Klincz) — село в Польщі, у гміні Косьцежина Косьцерського повіту Поморського воєводства.
Населення — 394 особи (2011).
У 1975-1998 роках село належало до Гданського воєводства.

## Демографія
Демографічна структура станом на 31 березня 2011 року:
|          | Загалом | Допрацездатний вік | Працездатний вік | Постпрацездатний вік |
| -------- | ------- | ------------------ | ---------------- | -------------------- |
| Чоловіки | 201     | 55                 | 136              | 10                   |
| Жінки    | 193     | 51                 | 113              | 29                   |
| Разом    | 394     | 106                | 249              | 39                   |